# Schoenberg (Belgique)
Pour les articles homonymes, voir Schoenberg.

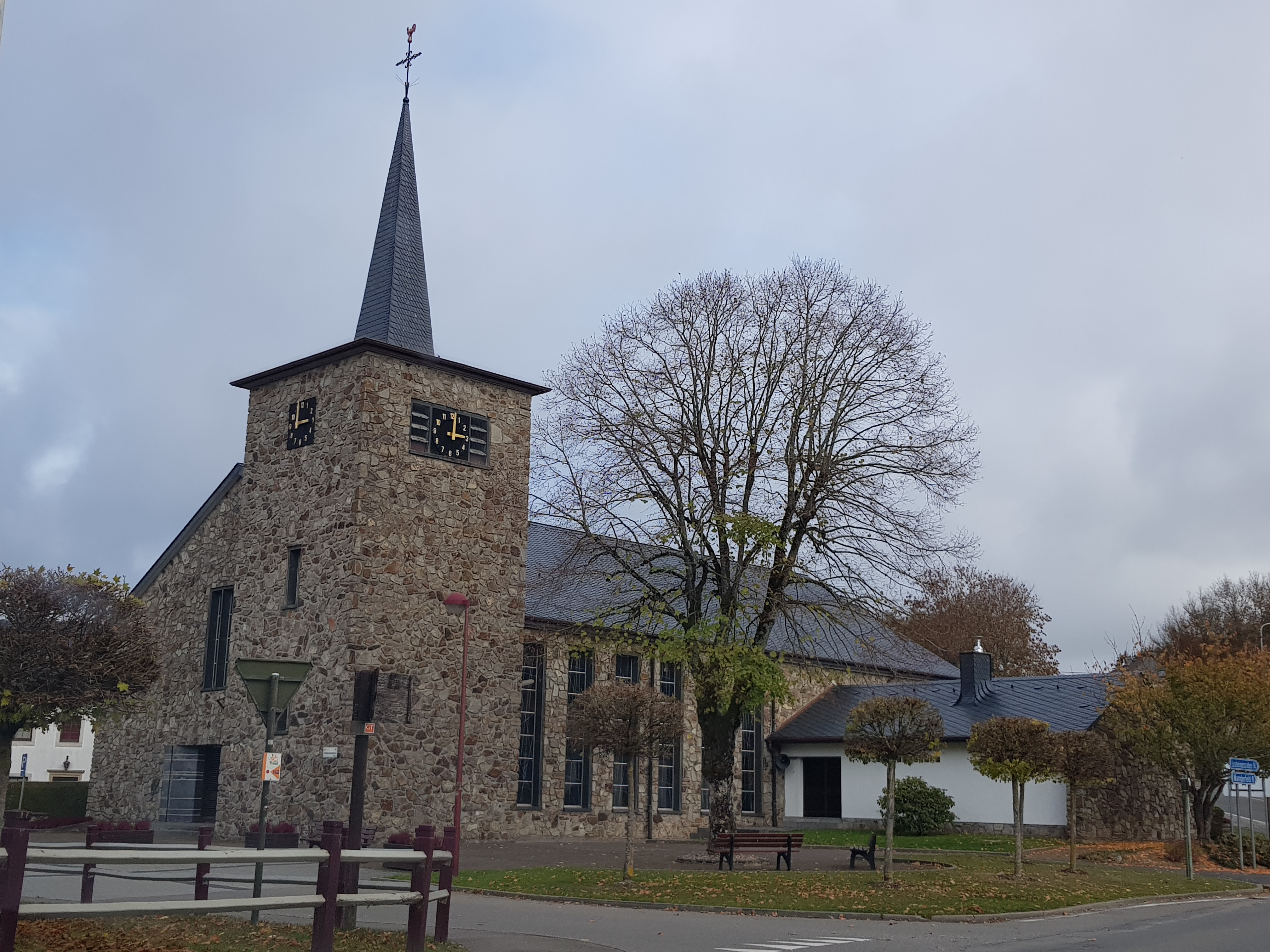
Schoenberg

Schoenberg (en allemand Schönberg) est une section de la ville belge de Saint-Vith, située en Communauté germanophone et en Région wallonne dans la province de Liège.
C'était une commune à part entière avant la fusion des communes de 1977 et est située dans la vallée de l'Our.

## Évolution démographique
- Sources : INS, Rem. : 1930 jusqu'en 1970 = recensements, 1976 = nombre d'habitants au 31 décembre.

## Culture
- Les Jeux de passion du christ, tous les quatre années. Site Passio.be (de)